# Queensberry Bay
Queensberry Bay (afr. Queensberrybaai) – miejscowość w Południowej Afryce, w prowincji Przylądkowej Wschodniej. Znajduje się w gminie Great Kei w dystrykcie Amatole. Leży nad Oceanem Indyjskim, około 20 km na północny wschód od miasta East London. Queensberry Bay zajmuje powierzchnię 2,25 km². Według spisu ludność przeprowadzonego w 2011 znajdowało się tu 192 gospodarstw domowych i zamieszkiwały 423 osoby, spośród których 81,09% to ludność biała, a 17,49% czarni Afrykanie, natomiast 70,45% posługiwało się językiem angielskim, 15,60% afrikaans, a 12,53% xhosa.